# 自贡市解放路中学
自贡市解放路中学是自贡市自流井区的一所知名初中，创办于1929年，现已有80余年的历史，为“市级示范性初级中学”。通常简称为“解中”。

## 历史沿革
- 1929年，当时自贡盐商之首侯策民先生创办了解中的前身“私立自贡市昌平小学”。
- 1978年，为适应城区教育发展改办成现在的解放路初级中学。
- 2010年－2011年，解中进行了整修。

## 外部連結
- 學校網頁